# Ceropegia poluniniana
Ceropegia poluniniana är en oleanderväxtart som beskrevs av P. Bruyns. Ceropegia poluniniana ingår i släktet Ceropegia och familjen oleanderväxter. Inga underarter finns listade i Catalogue of Life.